# Вишневський Артем
Вишневський Артем Миколайович (нар. 3 лютого 1980, Рівне) — український рівненський драматург, режисер, сценарист.

## Життєпис
Народився 3 лютого 1980 року у Рівному. Після дитячого садка №43 закінчив загальноосвітню та музичну школи. Зростав та розвивався в умовах соцреалізму та двокімнатної квартири. Навчався на історико-соціологічному факультеті Рівненського державного гуманітарного університету, пізніше — у КНУТКіТ ім. Карпенка-Карого.
1999—2001рр. працював помічником режисера театру-студії «Від ліхтаря» при Рівненському міському Палаці дітей та молоді. Пізніше почав грати та написав свою першу драму — «Різниця».
За першою освітою— вчитель всесвітньої історії та основ правознавства, тому викладав у Рівненській ЗОШ № 13.
Не без дружньої допомоги створив Молодіжний експериментальний театр Рівного «МЕТР», де режисерував С.Мрожика, В.Бойчука, В.Мастросімоне, К.Хензеля, Ф.Кафку та себе самого. У цій якості та як актор був оцінений на певній кількості аматорських фестивалів. Художній керівник Народного молодіжного театру «Від Ліхтаря» Рівненського міського Палацу дітей та молоді з 2016 р. Член НСПУ (з 2006) та Конфедерації Драматургів України (з 2003).
Автор збірки «Клаптикова порода. П'єси» ‒ книга п'яти п'єс, яку він видав у 2006 році.
На сьогодні, Артем Вишневський відійшов від написання драм і присвячує своє життя більше режисерській діяльності, створюючи вистави в аматорських театральних колективах Рівного, працює із дітьми.

## Творчість
Вперше познайомився із театром та захопився ним ‒ у 19 років, коли потрапив у театр-студію «Від ліхтаря». У студії кожен учасник повинен був підготувати зачин (ескіз п'єси) на 2-3 сторінки, який показував перед заняттям. Так із зачину, у 2001 році, виник і перший твір А. Вишневського ‒ драма абсурду «Різниця», у якій він висвітлив систему влади, що не сприймає інакодумців. Відтоді автор почав писати п'єси.
Загалом, у творчому доробку автора, враховуючи «Різницю» ‒ 8 п'єс: «Клаптикова порода» (2003 р.), що також була створена із зачину; політична вистава «Суд» (2003 р.), у співавторстві із Тарасом Обоїстою; «Ляпас на згадку» (2004 р.), де драматург критично зображує суспільство, у якому шанують гроші, зв'язки і посади, а не честь і справедливість; «Про потяг, валізи, мотлох і дещо більше» (2005 р.) ‒ химерна історія про двох героїв без Імен; лялькова містерія, казка ‒ «Козак Мамай і ключі від Раю» (2007 рік). За словами Артема Вишневського, коли він писав ці п'єси, то не дуже розумів світу людей, тому тут переважають казкові сюжети, у деякій мірі навіть ірреальність. А от уже драма «Хлопці Кет» (2015 р.), що розповідає про підлітків, які стоять на порозі дорослого життя, та п'єса 18+ «Про чотирьох відсутніх» (2018 р.), що показує життя чотирьох людей, які намагаються знайти бажане ‒ висвітлюють реальне життя, зі своїми труднощами, проблемами, радощами. Також важливим здобутком автора є збірка «Клаптикова порода» ‒ книга п'яти п'єс, яку він видав у 2006 році. Вищезгадані твори ставили у аматорських театрах Рівного, студентських гуртках та у театрі «Калейдоскоп», у Тернополі.
Творчий доробок автора різноманітний, але всі п'єси поєднує спільна авторська інтенція ставити складні запитання глядачам і не залишати їх байдужими. А. Вишневський розкриває глобальні проблеми, вони залишаються актуальними крізь роки, Драматург має власний оригінальний погляд на літературу та здатен моделювати особливий світ свого текст.
Іван Андрусяк ‒ український дитячий письменник, літературний критик, так реагує на творчість Артема Вишневського: «…Пан Вишневський, безперечно, один із найцікавіших сучасних молодих драматургів. Його професійний підхід, перманентний творчий пошук не можуть не імпонувати. Його тексти пропонують питомо власні, авторські рецепти художнього вирішення як традиційних для вітчизняної драматургії, так і новітніх у нашому соціумі проблем і з'явищ. Нарешті, його тексти схиляють до посутньої розмови про стилі й методи сучасного письма, про філософські концепції…».

## Відзнаки та нагороди
Чимало п'єс автора удостоєні нагород, які доводять майстерність драматурга. На фестивалі «Драбина» (2004 р.) ‒ міжнародному фестивалі недержавного, незалежного і аматорського театру у Львові, п'єса «Різниця» отримала ІІІ премію в номінації «Краща театральна композиція», а також ввійшла до Антології молодої драматургії «У пошуку театру» (2003 р.). «Клаптикова порода» брала участь у Бієнале актуальних мистецтв України ‒ виставці сучасного мистецтва, де сучасне покоління має можливість показати свій погляд на світ. Диплом лауреата конкурсу «Коронація слова», у 2007 році, драматург отримав за п'єсу «Козак Мамай і ключі від Раю», а у 2005 році драма «Про потяг, валізи, мотлох та дещо більше», у тому ж конкурсі, зайняла ІІІ місце у номінації театральних п'єс.

## П'єси
- «Різниця» (2001)
- «Клаптикова порода» (2003)
- «Суд» (2003)
- «Ляпас на згадку» (2004)
- «Про потяг, валізи, мотлох і дещо більше» (2005)
- «Козак Мамай і ключі від Раю» (2007)
- «Хлопці Кет» (2015)
- «Про чотирьох відсутніх» (2018)